# Aria Wernicke
     Girusul angular
     Girusul supramarginal
     Aria Broca
     Aria Wernicke
     Cortexul auditiv primar

Diagrama creierului uman:
Girusul angular
Girusul supramarginal
Aria Broca
Aria Wernicke
Cortexul auditiv primar

Aria Wernicke este una dintre cele două părți ale cortexului cerebral asociate cu vorbirea (cealaltă este aria Broca). Aceasta este implicată în înțelegerea limbajului scris și vorbit. Ea cuprinde treimea posterioară a girusului temporal superior și zonele ce înconjoară lobul parietal inferior.

## Localizare
Aria Wernicke este situată, de obicei, în porțiunea posterioară a girusului temporal superior în emisfera dominantă (stângă în 97% din cazuri). Această arie înconjoară cortexul auditiv de pe fisura Sylvius. Totodată, această arie este neuroanatomic descrisă ca partea posterioară a ariei Brodmann 22.
Totuși, nu există o evidență prea clară a localizării ariei Wernicke. Unii o identifică cu aria de asociație auditivă unimodală din girusul temporal superior, anterior de cortexul auditiv primar. Aici se află locul cel mai implicat, în mod constant, în recunoașterea cuvintelor vorbite, lucru dedus din experimentele de imagistică cerebrală. Alții includ, de asemenea, părțile adiacente ale cortexului heteromodal din ariile Brodmann 39 și 40, situate în lobul parietal.

## Funcții
O funcție esențială a ariei Wernicke este de a transforma stimulii senzoriali în reprezentări neuronale sub formă de cuante, astfel încât acestea să permită asocieri ce duc la înțelegerea sensului unui cuvânt.